# Alcis maeoticaria
Alcis maeoticaria är en fjärilsart som beskrevs av Alphéraky 1876. Alcis maeoticaria ingår i släktet Alcis och familjen mätare. Inga underarter finns listade i Catalogue of Life.